# قائمة مواقع رامسار في الأردن
قائمة مواقع رامسار في الأردن هي قائمةٌ بمواقع رامسار الطبيعيّة التي تقع ضمن حدود المملكة الأردنيّة الهاشميّة، والتي حُدِّدَت بعد اتفاقية رامسار عام 1971 للأراضي الرطبة ذات الأهميّة الدوليّة وخاصة بوصفها موئلا للطيور المائيّة.
يضم الأردن موقعيَن ضمن هذه الفئة هما محمية الأزرق في محافظة الزرقاء، ومحمية فيفا في محافظة الكرك.

## القائمة
| الصورة | الاسم        | الموقع                                                       | ملاحظات |
| ------ | ------------ | ------------------------------------------------------------ | --- |
|        | محمية الأزرق | محافظة الزرقاء 31°49′58″N 36°49′15″E / 31.83278°N 36.82083°E | أُنشئت محمية الأزرق للأراضي الرطبة عام 1978 بمساحة 12 كم2. تُعتبر أرضًا فريدة من نوعها كونها تقع في قلب الصحراء الأردنيّة القاحلة. تحتوي على عدة برك ومستنقعات غمرتها المياه موسميًا، بالإضافة إلى مسطحات طينية كبيرة. تزور المنطقة مجموعة مُتنوِّعة من الطيور كل عام. |
|        | محمية فيفا   | محافظة الكرك                                                 | أُنشئت محمية فيفا الطبيعيّة عام 2011 بمساحة 23.2 كم2. تقع المحمية جنوب غرب الأردن حيث تبعد عن عمَان 140 كم جنوبًا. |

## وصلات خارجية
- الموقع الرسمي لمواقع رامسار في العالم (بالإنجليزية)